# Рипальта-Арпіна
Рипальта-Арпіна (італ. Ripalta Arpina) — муніципалітет в Італії, у регіоні Ломбардія,  провінція Кремона.
Рипальта-Арпіна розташована на відстані близько 440 км на північний захід від Рима, 50 км на південний схід від Мілана, 30 км на північний захід від Кремони.
Населення — 1016 осіб (2014).
Щорічний фестиваль відбувається 15 серпня. Покровителька — Богородиця Небовзята.

## Демографія
Населення за роками:

Станом на 1 січня 2023 року в муніципалітеті офіційно проживало 66 іноземців з 15 країн, серед них 16 громадян країн Євросоюзу та 1 громадянин України.

## Сусідні муніципалітети
- Бертоніко
- Кастеллеоне
- Гомбіто
- Мадіньяно
- Монтодіне
- Рипальта-Кремаска
- Рипальта-Гуерина